# Eurométropole Tour 2016
La 76e édition de l'Eurométropole Tour a eu lieu le 2 octobre 2016. Elle fait partie du calendrier UCI Europe Tour 2016 en catégorie 1.1.

## Équipes
| WorldTeams (6)- Etixx-Quick Step - FDJ - IAM Cycling - Lotto-Soudal - Katusha - Lotto NL-Jumbo Équipes continentales professionnelles (4)- Cofidis, Solutions Crédits - Fortuneo-Vital Concept - Topsport Vlaanderen-Baloise - Wanty-Groupe Gobert Équipes continentales (11)- Color Code-Arden'Beef - Crelan-Vastgoedservice - D'Amico Bottecchia - Leopard - Roubaix Métropole européenne de Lille - Superano Ham-Isorex - T.Palm-Pôle Continental Wallon - Team3M - Veranclassic-Ago - Verandas Willems - Wallonie Bruxelles-Group Protect |
| |

## Classement final
| \| Classement général \| Classement général \| Classement général \| Classement général \| Classement général \| \| Coureur \| Coureur \| Pays \| Équipe \| Temps \| \| ------------------ \| ------------------ \| ------------------ \| --------------------------- \| ------------------ \| \| 1er \| Dylan Groenewegen \| Pays-Bas \| LottoNL-Jumbo \| 4 h 12 min 55 s \| \| 2e \| Oliver Naesen \| Belgique \| IAM Cycling \| + 0 s \| \| 3e \| Tom Boonen \| Belgique \| Etixx-Quick Step \| + 0 s \| \| 4e \| Amaury Capiot \| Belgique \| Topsport Vlaanderen-Baloise \| + 0 s \| \| 5e \| Florian Sénéchal \| France \| Cofidis, Solutions Crédits \| + 0 s \| \| 6e \| Nils Politt \| Allemagne \| Katusha \| + 0 s \| \| 7e \| Joeri Calleeuw \| Belgique \| Verandas Willems \| + 0 s \| \| 8e \| Jens Debusschere \| Belgique \| Lotto-Soudal \| + 0 s \| \| 9e \| Maarten Wynants \| Belgique \| LottoNL-Jumbo \| + 0 s \| \| 10e \| Jürgen Roelandts \| Belgique \| Lotto-Soudal \| + 0 s \| |                   |           |                             |                 |
| |                   |           |                             |                 |
| Sources : ProCyclingStats Cycling Archives |                   |           |                             |                 |
| Classement général |                   |           |                             |                 |
| Coureur | Coureur           | Pays      | Équipe                      | Temps           |
| 1er | Dylan Groenewegen | Pays-Bas  | LottoNL-Jumbo               | 4 h 12 min 55 s |
| 2e | Oliver Naesen     | Belgique  | IAM Cycling                 | + 0 s           |
| 3e | Tom Boonen        | Belgique  | Etixx-Quick Step            | + 0 s           |
| 4e | Amaury Capiot     | Belgique  | Topsport Vlaanderen-Baloise | + 0 s           |
| 5e | Florian Sénéchal  | France    | Cofidis, Solutions Crédits  | + 0 s           |
| 6e | Nils Politt       | Allemagne | Katusha                     | + 0 s           |
| 7e | Joeri Calleeuw    | Belgique  | Verandas Willems            | + 0 s           |
| 8e | Jens Debusschere  | Belgique  | Lotto-Soudal                | + 0 s           |
| 9e | Maarten Wynants   | Belgique  | LottoNL-Jumbo               | + 0 s           |
| 10e | Jürgen Roelandts  | Belgique  | Lotto-Soudal                | + 0 s           |